# Thieves' Highway
Thieves' Highway is een film noir uit 1949, onder regie van Jules Dassin. Het scenario is geschreven door A. I. Bezzerides, gebaseerd op zijn boek Thieves' Market. Destijds werd de film in Nederland uitgebracht onder de titel Hyena's van de weg.

## Verhaal
Als de dienst van soldaat Nick Garcos erop zit, keert hij terug naar huis. Daar treft hij zijn vader werkloos thuis aan, hij heeft zijn benen verloren in een in scène gezet ongeluk. De verdenking valt op marktbaas Mike Figlia, en Nick Garcos besluit naar San Francisco te gaan om zijn vader te wreken.

## Rolverdeling
| Acteur            | Personage          |
| ----------------- | ------------------ |
| Richard Conte     | Nico "Nick" Garcos |
| Valentina Cortese | Rica               |
| Lee J. Cobb       | Mike Figlia        |
| Barbara Lawrence  | Polly Faber        |
| Jack Oakie        | Slob               |
| Millard Mitchell  | Ed Kinney          |
| Joseph Pevney     | Pete               |
| Morris Carnovsky  | Yanko Garcos       |
| Tamara Shayne     | Parthena Garcos    |
| Kasia Orzazewski  | Mrs. Polansky      |
| Norbert Schiller  | Mr. Polansky       |
| Hope Emerson      | Midge              |